# III. třída okresu Plzeň-jih
III. třída okresu Plzeň-jih patří společně s ostatními třetími třídami mezi deváté nejvyšší fotbalové soutěže v Česku. Je řízena Okresním fotbalovým svazem Plzeň-jih. Hraje se každý rok od léta do jara se zimní přestávkou. Vítěz každé ze skupin postupuje do II. třídy okresu Plzeň-jih.

## Vítězové

### III. třída okresu Plzeň-jih skupina A
| Ročník    | Vítězný tým                                         |
| --------- | --------------------------------------------------- |
| 2004/2005 | TJ Sokol Lužany                                     |
| 2005/2006 | TJ Baník Mantov                                     |
| 2006/2007 | TJ Sokol Lužany „B“                                 |
| 2007/2008 | SK Letiny                                           |
| 2008/2009 | TJ Sokol Soběkury                                   |
| 2009/2010 | TJ Dobřany „B“                                      |
| 2010/2011 | TJ Keramika Chlumčany „B“                           |
| 2011/2012 | TJ Sparta Radkovice                                 |
| 2012/2013 | TJ Sokol Soběkury                                   |
| 2013/2014 | TJ Dobřany                                          |
| 2014/2015 | Družstevník Vstiš                                   |
| 2015/2016 | SK Hradec 1946                                      |
| 2016/2017 | TJ Sokol Blovice                                    |
| 2017/2018 | SK Hradec 1946                                      |
| 2018/2019 | TJ Chotěšov B                                       |
| 2019/2020 | bez vítěze - nedohráno z důvodu pandemie covidu-19. |
| 2020/2021 | bez vítěze - nedohráno z důvodu pandemie covidu-19. |
| 2021/2022 | TJ Sokol Žinkovy                                    |
| 2022/2023 | SK Starý Smolivec                                   |
| 2023/2024 | TJ Sokol Záhoří                                     |
| 2024/2025 | SK Starý Smolivec                                   |

### III. třída okresu Plzeň-jih skupina B
| Ročník    | Vítězný tým                                         |
| --------- | --------------------------------------------------- |
| 2004/2005 | TJ Sokol Střížovice                                 |
| 2005/2006 | TJ Sokol Kasejovice                                 |
| 2006/2007 | FK Žákava „B“                                       |
| 2007/2008 | TJ Sokol Střížovice                                 |
| 2008/2009 | TJ Slavoj Dvorec „B“                                |
| 2009/2010 | TJ Sokol Kasejovice                                 |
| 2010/2011 | TJ Sokol Blovice „B“                                |
| 2011/2012 | FK Nepomuk „B“                                      |
| 2012/2013 | TJ Sokol Dolní Lukavice                             |
| 2013/2014 | Soutěž se nehrála.                                  |
| 2014/2015 | Soutěž se nehrála.                                  |
| 2015/2016 | Soutěž se nehrála.                                  |
| 2016/2017 | Soutěž se nehrála.                                  |
| 2017/2018 | Soutěž se nehrála.                                  |
| 2018/2019 | Soutěž se nehrála.                                  |
| 2019/2020 | Soutěž se nehrála.                                  |
| 2020/2021 | Bez vítěze - nedohráno z důvodu pandemie covidu-19. |
| 2022/2023 | TJ Sokol Záluží                                     |
| 2023/2024 | TJ Družstevník Vstiš                                |
| 2024/2025 | TJ Dobřany B                                        |